# Prix Holberg
Le prix international Holberg récompense des travaux scientifiques en sciences humaines, en sciences sociales, en droit ou en théologie. Il est doté d'un montant de 6 millions de couronnes norvégiennes (environ 630 000 euros). Ce prix est considéré comme l'équivalent du Nobel pour les arts et lettres, les sciences humaines, le droit et la théologie.
Ce prix tient son nom de Ludvig Holberg, universitaire et dramaturge dano-norvégien, né en 1684 à Bergen (Norvège). Professeur en métaphysique, logique, rhétorique latine et histoire, il révolutionna ces disciplines.

## Liste des lauréats

### Années 2000
- 2004 : Julia Kristeva ( Bulgarie/ France)
- 2005 : Jürgen Habermas ( Allemagne)
- 2006 : Shmuel Eisenstadt ( Israël)
- 2007 : Ronald Dworkin ( États-Unis)
- 2008 : Fredric Jameson ( États-Unis)
- 2009 : Ian Hacking ( Canada)

### Années 2010
- 2010 : Natalie Zemon Davis ( États-Unis/ Canada)
- 2011 : Jürgen Kocka ( Allemagne)
- 2012 : Manuel Castells ( Espagne)
- 2013 : Bruno Latour ( France)[1]
- 2014 : Michael Cook ( Royaume-Uni)[3]
- 2015 : Marina Warner[4] ( Royaume-Uni)
- 2016 : Stephen Greenblatt ( États-Unis)
- 2017 : Onora O'Neill ( Royaume-Uni)
- 2018 : Cass Sunstein ( États-Unis)
- 2019 : Paul Gilroy ( Royaume-Uni)[5]

### Années 2020
- 2020 : Griselda Pollock ( Royaume-Uni)
- 2021 : Martha Nussbaum ( États-Unis)
- 2022 : Sheila Jasanoff ( États-Unis)
- 2023 : Joan Martinez Alier ( Espagne)
- 2024 : Achille Mbembe ( Cameroun)

## Prix Nils Klim
Le Comité du Prix Holberg décerne également le prix Nils Klim, qui récompense de jeunes chercheurs des pays nordiques, travaillant dans les mêmes disciplines que le prix Holberg.

## Critiques et controverse
Dans une tribune publiée en 2006, Jon Elster dénigre l'attribution du prix à Julia Kristeva et Shmuel Eisenstadt et insinue que le prix leur a été attribué grâce aux connexions qu'ils pouvaient avoir avec les membres du jury.